# Vang (Hamar)
Vang is een plaats in de Noorse gemeente Hamar in de provincie Innlandet. Tot 1992 was Vang een zelfstandige gemeente in de toenmalige provincie Hedmark. De gemeente omvatte de dorpen Ridabu en Ingeberg. Ten tijde van de annexatie door Hamar telde de gemeente Vang ruim 9.000 inwoners. 
In het dorp Ridabu staat de parochekerk, een houten kerkgebouw uit 1810. 